# Stefan Glowacz
Stefan Glowacz, né en 1965 à Oberau, est un grimpeur allemand.

## Palmarès en compétition
- Vice-champion du monde en 1993 à Innsbruck
- Vainqueur des Rock Master d'Arco (Italie) en 1987, 1988 et 1992.

## Filmographie
- 1990 : Feu, Glace et Dynamite de Willy Bogner
- 1991 : Cerro Torre, le cri de la roche (Cerro Torre : Schrei aus Stein) de Werner Herzog, dans le rôle de Martin